# Sabicea cauliflora
Sabicea cauliflora är en måreväxtart som beskrevs av William Philip Hiern. Sabicea cauliflora ingår i släktet Sabicea och familjen måreväxter. Inga underarter finns listade i Catalogue of Life.